# Михайловка (Томский район)
Михайловка — деревня в Томском районе Томской области России. Входит в состав Наумовского сельского поселения.

## География
Деревня находится в юго-восточной части Томской области, в пределах подтаёжно-лесостепного района таёжной зоны, к востоку от реки Таловки, на расстоянии примерно 12 километров (по прямой) к северу от города Томска.
Часовой пояс
Деревня Михайловка, как и вся Томская область, находится в часовой зоне МСК+4. Смещение применяемого времени относительно UTC составляет +7:00.

## История
Основана в 1888 году. По данным 1926 года в деревне имелось 25 хозяйств и проживало 130 человек (в основном — латыши). Функционировала школа I ступени. В административном отношении входила в состав Васильевского сельсовета Томского Томского округа Сибирского края.

## Население
| 2012 | 2013 | 2014 | 2015 | 2021 |
| ---- | ---- | ---- | ---- | ---- |
| 1    | →1   | ↗2   | ↘1   | →1   |